# Rohozenský potok (přítok Křetínky)
Rohozenský potok je potok v okrese Svitavy na východě Čech. Pramení v lesích u obce Rohozná. Protéká obcí Rohozná směrem k jihu a ve Svojanově se v blízkosti hradu  Svojanov vlévá jako levostranný přítok do řeky Křetínky.